# Doto kya
Doto kya is een slakkensoort uit de familie van de Dotidae. De wetenschappelijke naam van de soort is voor het eerst geldig gepubliceerd in 1961 door Er. Marcus.